# Pałac Beaulieu
Pałac Beaulieu (ang. Palace of Beaulieu, znany także jako New Hall) – XVI-wieczna rezydencja królów Anglii, położona na północ od miasta Chelmsford. 
Pierwsze zapiski dotyczące posiadłości pochodzą z roku 1062 - wiadomo, że została wówczas przekazana kanonikom z opactwa Waltham. W średniowieczu wiele razy zmieniała właścicieli, niejednokrotnie wracając do Korony, aby zaraz potem stać się przedmiotem kolejnego nadania. W 1491 została nadana książętom Ormond. W 1517 dziedzic tego tytułu i zarazem posiadłości, na której istniał wówczas drewniany gmach zwany New Hall, Thomas Boleyn, sprzedał dobra królowi Henrykowi VIII. Ten postanowił rozebrać drewnianą konstrukcję i zbudować nowy obiekt, tym razem ceglany. Tak powstały obiekt, nazwany Pałacem Beaulieu, stał się jego letnią rezydencją.
Pałac pozostawał własnością królewską dość krótko, bo zaledwie do 1573, kiedy Elżbieta I sprzedała go księciu Sussex. W 1622 dobra znów zmieniły właściciela, którym tym razem został książę Buckingham. W połowie XVII wieku pałac kupił George Monck, książę Albemarle, który często organizował tu uczty dla osób z otoczenia króla Karola II. Przez kolejne 150 lat posiadłość przechodziła z rąk do rąk, a znaczna część budynku uległa dewastacji i zniszczeniu. Ostatecznie w 1798 przejęły ją katolickie zakonnice ze zgromadzenia bożogrobców, które założyły w najmniej zniszczonym, północnym skrzydle pałacu szkołę z internatem pod nazwą New Hall School. Istnieje ona do dziś.